# Чаробни мач (филм из 1901)
Чаробни мач (енгл. The Magic Sword) британски је црно-бели неми хорор филм из 1901. године, редитеља Волтера Р. Бута и продуцента Роберта В. Пола, са непознатим глумцима у главним улогама. Познати илузиониста Џон Невил Маскелин назвао га је „најбољим трик филмом свог времена”.
Роберт В. Пол је био веома поносан филмом пошто се састојао из три одвојене сцене, што је било веома неуобичајено за 1901. годину. У филму су коришћени бројни триковима по којима је био познат Жорж Мелијес.

## Радња
На крову старе палате витез се бори да заштити своју даму од вештице и духова. Ипак, он не успева у томе и вештица је на метли одводи у своју јазбину. У том тренутку, пред витезом се појављује добра вила која му дарује чаробни мач којим може убити вештицу. Витез одлази у вештичину јазбину и успева да спаси даму, уз помоћ виле.